# Begoña García-Zapirain
Begoña García-Zapirain Soto (San Sebastián, 14 de octubre de 1970) es una  Ingeniera de Telecomunicaciones española graduada en la Universidad del País Vasco / Euskal Herriko Unibertsitatea (UPV/EHU) y doctora en Ciencias de la Computación e Inteligencia Artificial por la Universidad de  Deusto; especializada en la innovación y desarrollo de nuevas tecnologías aplicadas a la mejora de la salud, utilizando las nuevas tecnologías para mejorar la calidad de vida de las personas mejorando los tratamientos y monitorización, en enfermedades y en problemas asociados a la discapacidad.

## Trayectoria
Begoña García-Zaiparin Soto es Ingeniera de Telecomunicaciones por la Universidad del País Vasco, en la que se licenció en 1994, y se doctoró en Ciencias de la Computación e Inteligencia Artificial por la de Deusto en 2004.
Entre 2002 y 2008 dirigió el Departamento de Telecomunicaciones de la Universidad de Deusto y desde 2011 es profesora titular en esa universidad.
En 2001 creó el grupo de investigación e-Vida, el cual recibió el premio ONCE Euskadi Solidario 2007 y que es reconocido en la European Network of Living Labs (ENoLL) y en la red de espacios sociales de innovación. De sus proyectos destacan:
- ESOTEK-1, un software destinado a ayudar en los procesos de rehabilitación del habla en personas que han sufrido un cáncer de laringe.[7][8]
- Kineage que se centra en la rehabilitación física y cognitiva de personas mayores a través de un juego en 3D con sensor Kinect.[6]
- Técnicas de postprocesado de señales fMRI para comprender el comportamiento cerebral de las y los niños con dislexia o pacientes con migraña en colaboración con Osatek y el Hospital de Galdácano.
- Diseño y desarrollo de un algoritmo de detección del melanoma a través del reconocimiento de estructuras dermatoscópicas, realizado en colaboración con las empresas IMQ, Gaia y Maser.

## Premios y reconocimientos
- 12 de marzo de 2016, en Segovia, dentro de los actos de los VI Encuentros de Mujeres que transforman el mundo, organizados por el Ayuntamiento de esa ciudad, el ‘Premio Mujer y tecnología-Fundación Orange’.[6][9]
- En 2019 recibe el V Premio Extraordinario a la Inclusión Social Benito Menni por su contribución a mejorar las condiciones de vida de las personas con discapacidad, Valladolid.[10]
- Premio Mujer y Tecnología 2016 de la Fundación Orange.
- Premio de investigación UD-Grupo Santander 2007.[11][12]